# Oba de Lagos

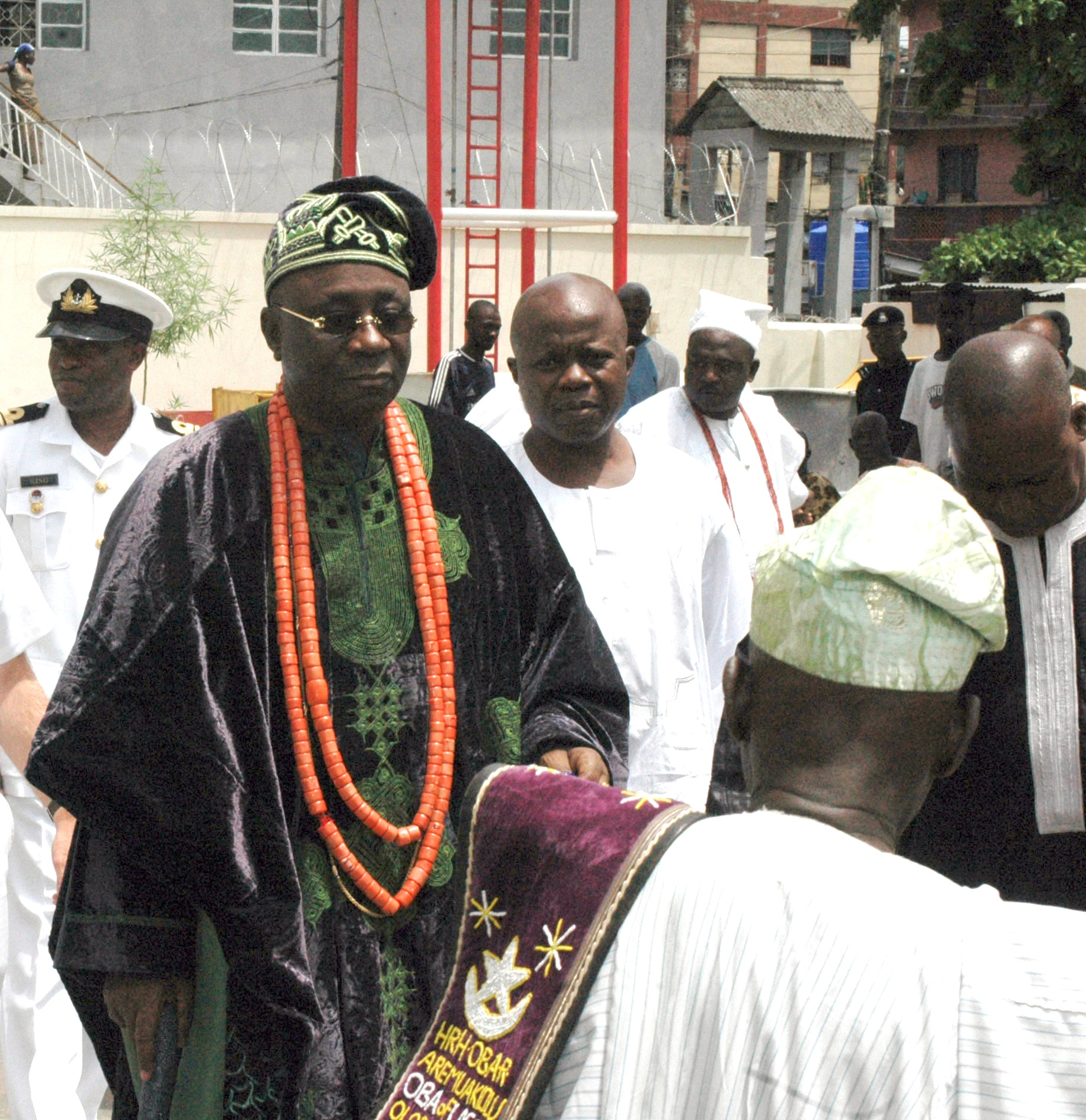
Retrato de Oba Rilwan Akiolu, 2006

El Oba de Lagos es el gobernante tradicional (título ceremonial) de Lagos, la ciudad más grande de Nigeria y África. Oba es un título de origen yoruba, equivalente a Rey. Aunque de iure no tiene poder político, se le reconoce una importante influencia política. A menudo actúa como consejero de políticos nigerianos que buscan el apoyo de los diversos residentes del estado de Lagos. Sirve de mediador entre la sociedad y la clase política y suele contar con el apoyo de la gente.

## Historia
Todos los Obas de Lagos trazan su linaje hasta Ashipa, un capitán de guerra del Oba de Benín. Ashipa fue condecorado con título de Oloriogun («dirigente de Guerra») y recibió el beneplácito del Oba de Benín para gobernar Lagos. Algunos relatos de la historia de Benín consideran a Ashipa como hijo o nieto del Oba de Benín.  Otras leyendas señalan que Ashipa es una corrupción yoruba del nombre beninés edo Aisika-hienbore (traducido como «no abandonaremos este lugar»).
Ashipa recibió una espada y un tambor real como símbolos de su autoridad del Oba de Benín en su misión a Lagos. Además, el Oba de Benín desplegó un grupo de oficiales de Benín encargados de preservar los intereses de Benín en Lagos. Estos oficiales, liderados por Eletu Odibo, fueron los miembros iniciales de la clase Akarigbere de jefes de gorra blanca de Lagos.
Antes de la llegada de los británicos, el Oba de Benín tenía «el derecho indiscutible de coronar o confirmar al individuo a quien el pueblo de Lagos eligió [ed] para ser su Rey».
La derrota de Oba Kosoko por las fuerzas británicas el 28 de diciembre de 1851, en lo que ahora se conoce como el Bombardeo de Lagos o la Reducción de Lagos, o localmente como Ogun Ahoyaya u Ogun Agidingbi (después de hervir cañones), puso fin a los lagos de Lagos. antigua lealtad a la Oba de Benín.
Por lo tanto, Kosoko fue el último Oba de Lagos en remitir tributos anuales de la gente de Lagos al Oba de Benín. Oba Akitoye, quien fue reinstalado en el trono por los británicos, "aprovechó la oportunidad de su restauración bajo protección británica para repudiar su antigua lealtad" a Benín y rechazó las solicitudes de tributo posteriores de Oba de Benín.
Los gobernantes anteriores de Lagos han usado los títulos de Ologun (derivado de Oloriogun), Eleko y, más recientemente, Oba de Lagos.
El actual Oba de Lagos, Su Alteza Oba Rilwan Akiolu, ha ocupado el cargo desde mayo de 2003.

## Residencia real
La residencia oficial del rey, desde 1630, es Iga Idunganran, un castillo construido por los portugueses en el transcurso de casi un siglo. 

## Lista de obas de Lagos
- Ashipa (1682-1716)[12][13]
- Ado (1716-1755) (hijo de Ashipa/Esikpa)[14][15]
- Gabaro (1755-1760)[16]
- Akinsemoyin  (1760-1775)[17]
- Eletu Kekere (1775 - 1780)
- Ologun Kutere (También Ologunkutere/Ologunkuture) (1780-1801) o hasta que 1803[18]
- Interregno entre Ologun Kutere y Adele (1805-1810/11)[1]
- Adele Ajosun (1811-1821)
- Oṣinlokun Ajan (Oshinlokun, Eshinlokun) (1821-1829)
- Idewu Ojulari (1829-1832) o hasta que 1835
- Adele Ajosun (Plazo de segundo) (1835-1837)
- Oluwole (1837-1841)[19]
- Akitoye  (1841-1845)[20]
- Kosoko (1845-1851)
- Akitoye (Plazo de segundo) (1851-1853)
- Dosunmu (1853-1885)
- Oyekan I (1885-1900)
- Eshugbayi Eleko (1901-1925)
- Ibikunle Akitoye (1925-1928)
- Sanusi Olusi (1928-1931)
- Eshugbayi Eleko (Plazo de segundo) (1931-1932)
- Falolu Dosunmu (1932-1949)
- Adeniji Adele (1949-1964)
- Adeyinka Oyekan II (1965-2003)
- Rilwan Akiolu (desde 2003)

## Lectura complementaria
- Ajom, Jacob (2 de enero de 2012). «Oba of Lagos launches Olympic Countdown Clock». Vanguard. Consultado el 21 de enero de 2012.
- Oladesu, Emmanuel (18 de enero de 2012). «Traditional, religious leaders flay Fed Govt». Consultado el 21 de enero de 2012.
- Vaughan, Olufemi (2006). Nigerian Chiefs: Traditional Power in Modern Politics, 1890s-1990s. University of Rochester Press. ISBN 978-1-58046-249-5.
- Awa, Eme O. (1964). Federal government in Nigeria. University of California Press.
- Dosunmu, G.K. (11 de junio de 2004). «Oba of Lagos». Kingdoms of Nigeria. Consultado el 21 de enero de 2012.

- Datos: Q7074545